# Brighton-Marathon

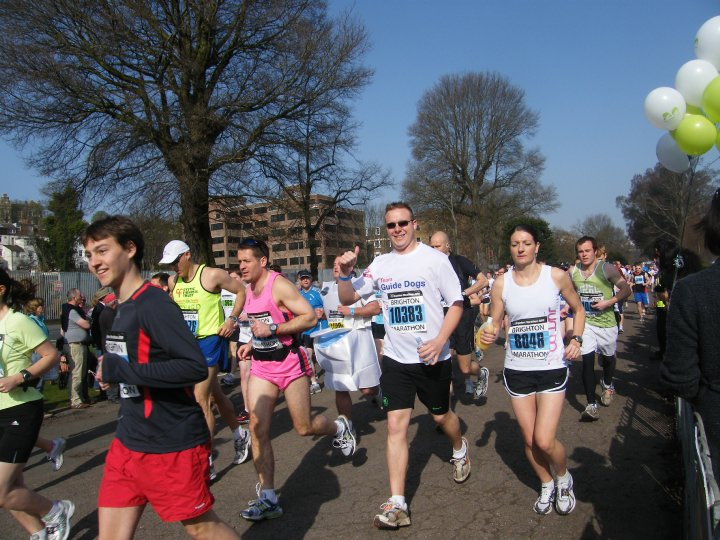
Läufer 2010 beim Brighton-Marathon

Der Brighton-Marathon ist ein Marathonlauf, der seit 2010 in Brighton im Vereinigten Königreich stattfindet. Er wird von der Grounded Events Company organisiert, die vom ehemaligen Spitzensportler Tim Hutchings und von Tom Naylor gegründet wurde.

## Strecke
Der Start liegt im Preston Park. Nach einer Runde um den Park geht es über die Preston Road und die London Road ins Stadtzentrum, wo auf einer Schleife der Royal Pavilion und andere Sehenswürdigkeiten passiert werden. Nach acht Kilometern biegt man ostwärts auf eine Wendepunktstrecke ein, die parallel zur Küste nach Ovingdean führt. Die zweite Hälfte des Kurses besteht aus einer Wendepunktstrecke, die auf der King’s Road und der Basin Road South westwärts entlang der Küste verläuft, ergänzt durch eine Schleife durch Portslade. Das Ziel liegt auf dem Madeira Drive unweit des Brighton Piers.

## Statistik

### Streckenrekorde
- Männer: 2:09:25 h, William Chebor (KEN), 2014
- Frauen: 2:28:50 h, Eunice Kales (KEN), 2013

### Siegerliste
Zahlen hinter dem Namen geben die Anzahl der bisherigen Siege an.
| Datum         | Männer                         | Zeit (h) | Frauen                       | Zeit (h) |
| ------------- | ------------------------------ | -------- | ---------------------------- | -------- |
| 17. Apr. 2016 | Duncan Maiyo -2-               | 2:09:51  | Grace Kwamboka Momanyi (KEN) | 2:34:11  |
| 12. Apr. 2015 | Duncan Maiyo (KEN)             | 2:10:15  | Pennina Wanjiru (KEN)        | 2:34:24  |
| 6. Apr. 2014  | William Chebon Chebor (KEN)    | 2:09:25  | Alice Cherotich Milgo (KEN)  | 2:35:33  |
| 14. Apr. 2013 | Dominic Kimwetich Kangor (KEN) | 2:10:46  | Eunice Cheyech Kales (KEN)   | 2:28:50  |
| 15. Apr. 2012 | Peter Kimeli Some (KEN)        | 2:12:03  | Swjatlana Kouhan (BLR)       | 2:29:37  |
| 10. Apr. 2011 | Philemon Kiprop Boit (KEN)     | 2:16:07  | Alyson Dixon (GBR)           | 2:34:51  |
| 18. Apr. 2010 | Bat-Otschiryn Ser-Od (MGL)     | 2:19:05  | Joanna Bryce (GBR)           | 3:05:20  |

### Entwicklung der Finisherzahlen
| Jahr | Gesamt | davon Frauen |
| ---- | ------ | ------------ |
| 2010 | 7437   | 2503         |
| 2011 | 7826   | 2629         |
| 2012 | 8901   | 3021         |